# Giải bóng đá U-21 Quốc tế Báo Thanh Niên 2010
Giải bóng đá U-21 Quốc tế Báo Thanh Niên 2010 (tiếng Anh: International U-21 Football Tournament Vietnam Youth Newspaper 2010) là mùa giải thứ 4 của Giải bóng đá U-21 Quốc tế Báo Thanh Niên, giải đấu bóng đá quốc tế dành cho lứa tuổi dưới 21 do báo Thanh Niên kết hợp với Liên đoàn bóng đá Việt Nam (VFF) tổ chức. Giải đấu lần này diễn ra tại Thành phố Hồ Chí Minh từ ngày 23 tháng 10 đến ngày 31 tháng 10 năm 2010.

## Địa điểm thi đấu
Tất cả các trận đấu diễn ra trên sân vận động Thống Nhất tại Thành phố Hồ Chí Minh.
| Thành phố Hồ Chí Minh   |
| ----------------------- |
| Sân vận động Thống Nhất |
| Sức chứa: 25.000        |
|                         |

## Các đội tham dự
| Đội bóng                     | Liên đoàn | Huấn luyện viên      | Đội trưởng |
| ---------------------------- | --------- | -------------------- | ---------- |
| U-21 Báo Thanh Niên Việt Nam | VFF       | Đinh Tiến Dũng       |            |
| U-21 Singapore               | FAS       | Singapore            |            |
| U-21 Thái Lan                | FAT       | Chalermvud Sangnapol |            |
| U-21 Malaysia                | FAM       | Ibrahim Ismail       |            |
| U-21 Myanmar                 | MFF       | Myanmar              |            |
| U-19 Việt Nam                | VFF       | Triệu Quang Hà       |            |

## Vòng bảng
Sáu đội chia thành hai bảng đấu vòng tròn một lượt, chọn hai đội đầu mỗi bảng vào bán kết.

### Bảng A
| Đội tuyển | số trận | thắng | hoà | thua | bàn thắng | bàn thua | điểm |
| --------- | ------- | ----- | --- | ---- | --------- | -------- | ---- |
| Việt Nam  | 2       | 2     | 0   | 0    | 8         | 2        | 6    |
| Thái Lan  | 2       | 1     | 0   | 1    | 5         | 3        | 3    |
| Myanmar   | 2       | 0     | 0   | 2    | 1         | 9        | 0    |

| U21 Báo Thanh niên Việt Nam                                                                              | 5–1      | U21 Myanmar          |
| --- | -------- | -------------------- |
| Nguyễn Thế Hưng 9' · Phạm Hữu Phát 67' (ph.đ.) · Nguyễn Trọng Phi 69' · Lê Đức Tài 77' · Lê Văn Công 90' | Chi tiết | Pyaye Phyo Ko Ko 28' |

| U21 Myanmar | 0–4      | U21 Thái Lan                            |
| ----------- | -------- | --------------------------------------- |
|             | Chi tiết | Sokjoho 31', 63' · Hongthong 90', 90+3' |

| U21 Thái Lan | 1–3      | U21 Báo Thanh niên Việt Nam                                |
| ------------ | -------- | ---------------------------------------------------------- |
| Thoma 66'    | Chi tiết | Bùi Xuân Hiếu 35' · Phan Duy Lam 46' · Nguyễn Đức Nhân 65' |

### Bảng B
| Đội tuyển    | số trận | thắng | hoà | thua | bàn thắng | bàn thua | điểm |
| ------------ | ------- | ----- | --- | ---- | --------- | -------- | ---- |
| Malaysia     | 2       | 1     | 1   | 0    | 2         | 1        | 4    |
| U19 Việt Nam | 2       | 1     | 0   | 1    | 2         | 2        | 3    |
| Singapore    | 2       | 0     | 1   | 1    | 2         | 3        | 1    |

| U21 Singapore | 1–1      | U21 Malaysia  |
| ------------- | -------- | ------------- |
| Abu Sujad 24' | Chi tiết | Ravindran 40' |

| U21 Singapore                 | 1–2      | U19 Việt Nam                              |
| ----------------------------- | -------- | ----------------------------------------- |
| Phan Lưu Thế Sơn 40' (ph.l.n) | Chi tiết | Lê Quốc Phương 85' · Nguyễn Văn Thạnh 87' |

| U21 Malaysia  | 1–0      | U19 Việt Nam |
| ------------- | -------- | ------------ |
| Ravindran 90' | Chi tiết |              |

## Đấu loại trực tiếp

### Tóm tắt
|  | Bán kết      | Bán kết      |               |   | Chung kết | Chung kết |
|  |              |              |               |   |           |           |
|  | 29 tháng 10  |              |               |   |           |           |
|  |              |              |               |   |           |           |
|  | U21 Malaysia | 1            |               |   |           |           |
|  | U21 Malaysia | 1            | 31 tháng 10   |   |           |           |
|  | U21 Thái Lan | 3            |               |   |           |           |
|  | U21 Thái Lan | 3            | U21 Thái Lan  | 1 |           |           |
|  | 29 tháng 10  |              | U21 Thái Lan  | 1 |           |           |
|  |              | U19 Việt Nam | 2             |   |           |           |
|  | U21 Việt Nam | U19 Việt Nam | 2             | 1 |           |           |
|  | U21 Việt Nam |              |               | 1 |           |           |
|  | U19 Việt Nam | 3            |               |   |           |           |
|  | U19 Việt Nam | 3            | Tranh hạng ba |   |           |           |
|  |              |              |               |   |           |           |
|  | 31 tháng 10  |              |               |   |           |           |
|  |              |              |               |   |           |           |
|  | U21 Malaysia | 0            |               |   |           |           |
|  | U21 Malaysia | 0            |               |   |           |           |
|  | U21 Việt Nam | 1            |               |   |           |           |

### Bán kết
| U21 Malaysia | 1–3      | U21 Thái Lan                                      |
| ------------ | -------- | ------------------------------------------------- |
| Syazwan 74'  | Chi tiết | Anan 33' · Meesawad 55' · Thosanthiah 83' (ph.đ.) |

| U21 Báo Thanh niên Việt Nam | 1–3      | U19 Việt Nam                                  |
| --------------------------- | -------- | --------------------------------------------- |
| Phạm Hữu Phát 58' (ph.đ.)   | Chi tiết | Lê Quốc Phương 7' · Nguyễn Văn Quyết 65', 75' |

### Tranh hạng ba
| U21 Malaysia | 0–1      | U21 Báo Thanh niên Việt Nam |
| ------------ | -------- | --------------------------- |
|              | Chi tiết | Hoàng Nhật Nam 82'          |

### Chung kết
| U21 Thái Lan | 1–2      | U19 Việt Nam                             |
| ------------ | -------- | ---------------------------------------- |
| Meesawad 69' | Chi tiết | Nguyễn Hải Huy 5' · Nguyễn Văn Thạnh 80' |

## Kết quả chung cuộc
- Giải phong cách:  U21.Báo Thanh niên Việt Nam
- Vua phá lưới:  Pattana Sokjoho (3 bàn)
- Thủ môn xuất sắc nhất:  Suchin Yen-Arom
- Cầu thủ xuất sắc nhất:  Nguyễn Văn Quyết